# Amata owstoni
Amata owstoni là một loài bướm đêm thuộc phân họ Arctiinae, họ Erebidae.